# Eubleptus danielsi
Eubleptus danielsi (лат.) — вид вымерших насекомых с неполным превращением из семейства Eubleptidae отряда палеодиктиоптер. Голотип USNM 35576 найден в конкреции из сланцев Фрэнсис-Крик, Иллинойс (средний пенсильванский ярус) каменноугольного периода Северной Америки (США, штат Иллинойс) (309,8—307,5 миллионов лет назад). Хандлирш поместил это насекомое в новое семейство Eubleptidae в отряде Palaeodictyoptera. Однако Мартынов в 1938 году выразил сомнение относительно его принадлежности к этому отряду, и в 1952 году Лоренцо перенес его в новый отряд, Eubleptidodea, который Родендорф принял в «Основах палеонтологии» в 1962 году. Ни Лоренцо, ни Родендорф не дали диагноза нового отряда, хотя и сделали неопределенное упоминание о наличии больших глаз и отсутствии лопастей на переднегруди. За последнее десятилетие в карьере карьера на границе округа Уилл-Канкаки, штат Иллинойс, было найдено много дополнительных экземпляров Eubleptus, в основном частными коллекционерами. Голова Eubleptus danielsi была, очевидно, гипогнатической — с ротовыми органами, обращёнными вниз, подобно ногам. Длина переднего крыла 13 мм. Это самый мелкий известный вид в Palaeodictyoptera, но он не намного меньше пермского Dunbariafasciipennis из семейства Spilapteridae.